# Jakob Savinšek

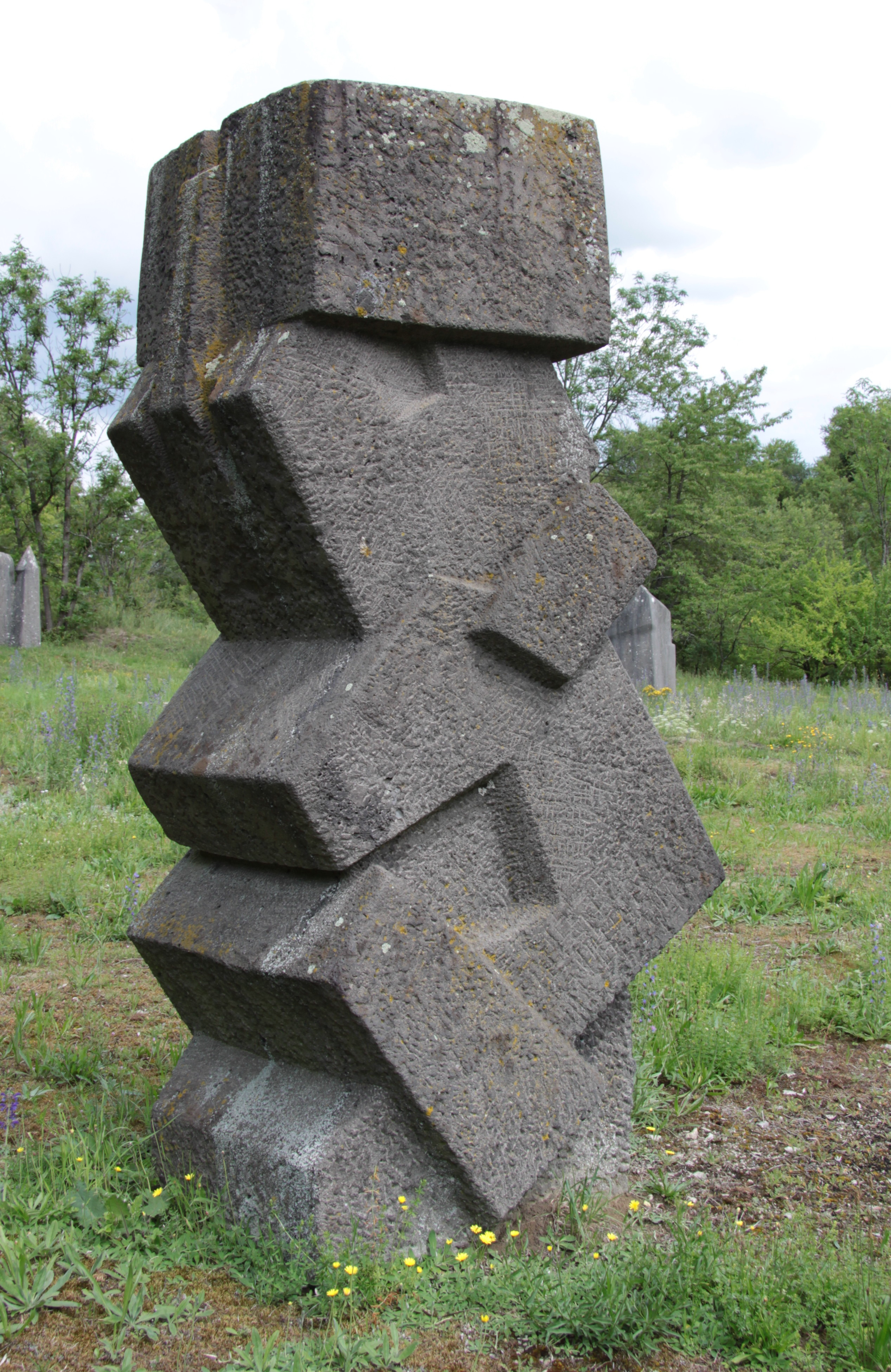
Skulptur aus Kirchheimer Muschelkalk (1961), Bildhauersymposion Kaisersteinbruch, Gaubüttelbrunn

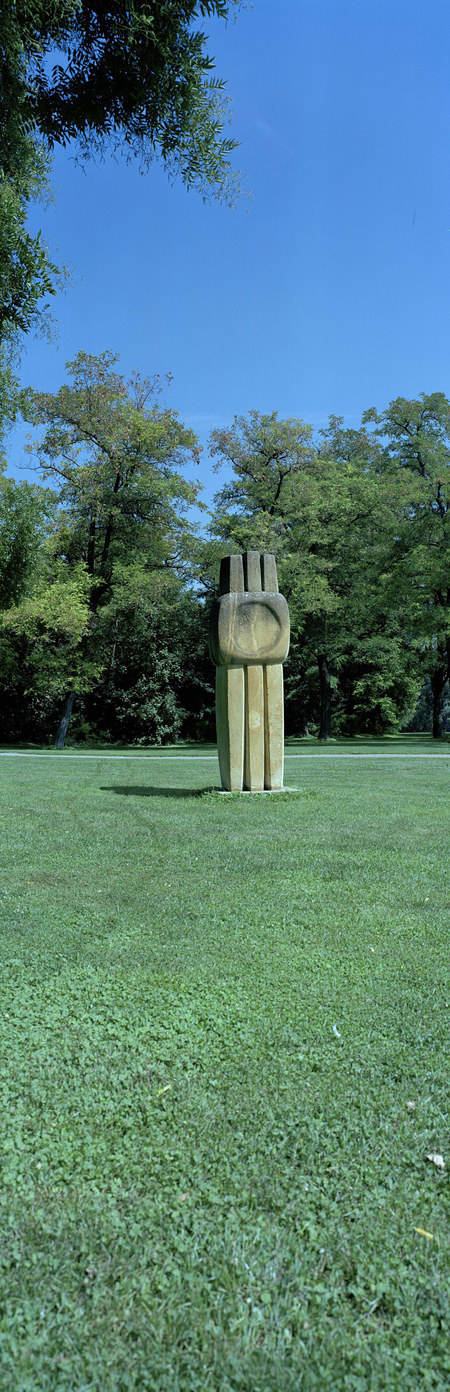
Zeichen des 20. Jahrhunderts (1960), Donaupark in Wien

Jakob Savinšek (* 4. Februar 1922 in Kamnik, Jugoslawien; † 17. August 1961 in Kirchheim, Unterfranken) war ein slowenischer Bildhauer, Maler und Dichter.

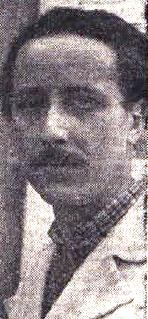
Jakob Savinšek

## Leben
Savinšek verlebte seine Jugendzeit im Kamnik und nach seinem Schulabschluss am Gymnasium in Ljubljana nahm er ein Medizinstudium an der Universität von Ljubljana auf. In den späten 1930er und frühen 1940er Jahren studierte er bei Rihard Jakopič Kunst und wurde in der Bildhauerei von Karla Bulovec Mrak betreut. Während des Zweiten Weltkriegs und der Besetzung eines Gebiets von Jugoslawien, der so genannten Provinz Laibach durch Italien, wurde er wegen Kollaboration mit der Osvobodilna Fronta (Befreiungsfront), einer Widerstandsorganisation, in der Burg von Ljubljana inhaftiert. Im Jahre 1942 kam er ins italienische KZ Gonars, wo bis zur Kapitulation von Italien am 8. September 1943 blieb. Danach entschied er sich der Slovensko domobranstvo beizutreten, einer antikommunistischen und konservativen katholischen Militärorganisation, die die Wehrmacht und die Waffen-SS im Kampf gegen die Osvobodilna Fronta unterstützten. Vor dem Ende des Krieges desertierte er, was ihm eine nachsichtige Behandlung durch das Regime Titos sicherte.
Zwischen den Jahren von 1945 bis 1949 studierte er Bildhauerei bei Boris Kalin an der Akademie der Bildenden Künste in Ljubljana. In den 1950er Jahren war er einer der bekanntesten Bildhauer der jungen Generation Sloweniens, zusammen mit Drago Tršar, Boris und Zdenko Kalin. Er setzte seine künstlerischen Studien in Wien, Italien und in der Schweiz fort.
In den späten 1950er Jahren hatte er eine Auseinandersetzung mit dem anerkanntesten Bildhauer der damaligen Zeit, mit Stojan Batič. Daraufhin gründete er seinen eigenen Künstlerkreis, der sich nicht nur aus jungen und talentierten visuell orienten Künstler zusammensetzte, sondern aus Schriftstellern und Schauspielern wie Dino Radojević, Andrej Hieng und Herbert Grün.

## Werk
Savinšek entschied sich in seinen Arbeiten der Bildenden Kunst meist für figürliche Darstellungen von Porträt und Akt, die einen Einblick in die Psyche der Abgebildeten wieder gaben. Zu Beginn seiner Laufbahn war er beeinflusst vom traditionellen slowenischen Expressionismus, besonders durch die Arbeiten von France Kralj, die ihn zu einem eigenen Stil inspirierten, bei dem er mit dem Volumen der Skulpturen spielte. Er gestaltete auch Aquarelle, Graphiken und Illustrationen.
Seine bekanntesten Skulpturen sind diejenigen von Julius Kugy im Trenta-Tal bei der Stadt Bovec und von Ivan Tavčar in Visoko sowie das Monument Krieg und Frieden in Celje. Er wurde auch als Buchillustrator bekannt und illustrierte die Bücher von Slavko Grum, Miran Jarc und Alojz Gradnik.
Savinšek schrieb selbst auch Gedichte, meistens über seine Jugendzeit, die er allerdings nicht selbst publizierte. Seine Manuskripte sind in der Slowenischen National- und Universitätsbibliothek aufbewahrt. Die erste Auswahl seiner Gedichte wurde im Jahre 2003 durch das Literaturmagazin KUD Logos herausgebracht, das der Philosoph Gorazd Kocijančič verlegt.

## Bildhauersymposien
Im Jahre 1960 nahm er als Steinbildhauer an den Bildhauersymposion in St. Margarethen in Österreich mit Karl Prantl teil, der das erste derartige Symposion im Jahre 1959 in Sankt Margarethen im Burgenland mit anderen gegründet hatte, das er Ausgangspunkt für zahlreiche Bildhauersymposien in aller Welt wurde.
Im Jahr 1961 organisierten Savinšek und Janez Lenassi, der 1959 in St. Margarethen an dem ersten Symposion teilgenommen hatte, ein derartiges Symposion in Slowenien in Kostanjevica na Krki und auf der Halbinsel Seča bei Portorož, das Bildhauersymposion Forma Viva. Dieses Symposion wird seitdem alle zwei Jahre erneut veranstaltet. 2007 wurde das Symposion an Lenassi übertragen, der es zum letzten Mal leitete, bevor er im Alter von 39 Jahren starb.
Savinšek starb im Jahre 1961 in Kirchheim bei Würzburg, wo er sich mit anderen Bildhauern wie Hermann Baumann und Menashe Kadishman traf, um am ersten internationalen Bildhauersymposion in der Bundesrepublik Deutschland, dem Bildhauersymposion Kaisersteinbruch in Gaubüttelbrunn teilzunehmen.

## Werke (Auswahl)
- Skulptur von Ivan Tavčar in Visoko bei Poljanah
- Monument von Jože Lacko in Ptuj
- Skulptur von Julius Kugy, Nationalpark Triglav in den Julischen Alpen
- Relief Vojna in mir (Krieg und Frieden) in Celje
- Denkmal des Volksbefreiungskrieges für 1250 Gefallene in Črnomelj
- Portal des Kulturhauses in Črnomelj